# 新丸子町
新丸子町（しんまるこまち）は、神奈川県川崎市中原区の町名。丁番の設定がない単独町名である。住居表示未実施区域。

## 地理
中原区中心部の一角に当たる区域で、東急東横線新丸子駅西口に広がる住宅街である。西は小杉町一丁目、北は丸子通二丁目、東は東横線の線路を挟んで新丸子東一・二丁目、南は小杉町三丁目・新丸子東三丁目と接する。もとは大字上丸子の一部であり、1943年の新町名成立時に、先に開業していた新丸子駅より名前が取られた。

## 歴史

### 沿革
- 1943年（昭和18年） - 川崎市上丸子の一部より新丸子町が成立[7]。

### 治安・風紀の維持
- 2022年（令和4年）11月1日 - 神奈川県は新丸子町を県暴力団排除条例に基づき暴力団排除特別強化地域に指定[8]。

## 世帯数と人口
2025年（令和7年）6月30日現在（川崎市発表）の世帯数と人口は以下の通りである。
| 町丁     | 世帯数    | 人口    |
| -------- | --------- | ------- |
| 新丸子町 | 2,588世帯 | 3,402人 |

### 人口の変遷
国勢調査による人口の推移。
| 年                 | 人口  |
| ------------------ | ----- |
| 1995年（平成7年）  | 2,335 |
| 2000年（平成12年） | 2,690 |
| 2005年（平成17年） | 2,723 |
| 2010年（平成22年） | 2,846 |
| 2015年（平成27年） | 3,031 |
| 2020年（令和2年）  | 3,169 |

### 世帯数の変遷
国勢調査による世帯数の推移。
| 年                 | 世帯数 |
| ------------------ | ------ |
| 1995年（平成7年）  | 1,326  |
| 2000年（平成12年） | 1,617  |
| 2005年（平成17年） | 1,770  |
| 2010年（平成22年） | 1,877  |
| 2015年（平成27年） | 2,083  |
| 2020年（令和2年）  | 2,296  |

## 学区
市立小・中学校に通う場合、学区は以下の通りとなる（2023年4月時点）。
| 番地 | 小学校               | 中学校             |
| ---- | -------------------- | ------------------ |
| 全域 | 川崎市立西丸子小学校 | 川崎市立中原中学校 |

## 事業所
2021年（令和3年）現在の経済センサス調査による事業所数と従業員数は以下の通りである。
| 町丁     | 事業所数  | 従業員数 |
| -------- | --------- | -------- |
| 新丸子町 | 315事業所 | 2,337人  |

### 事業者数の変遷
経済センサスによる事業所数の推移。
| 年                 | 事業者数 |
| ------------------ | -------- |
| 2016年（平成28年） | 318      |
| 2021年（令和3年）  | 315      |

### 従業員数の変遷
経済センサスによる従業員数の推移。
| 年                 | 従業員数 |
| ------------------ | -------- |
| 2016年（平成28年） | 2,378    |
| 2021年（令和3年）  | 2,337    |

## 交通

### 鉄道
新丸子町からは、町名でもある新丸子駅のほか、南部には武蔵小杉駅がありどちらの駅も利用圏内にある。
- 東日本旅客鉄道（JR東日本）
  - 南武線、横須賀線、湘南新宿ライン、相鉄線直通列車
    - 武蔵小杉駅
- 東急電鉄
  - 東横線、目黒線
    - 新丸子駅
    - 武蔵小杉駅

### 道路
地内南部を川崎市道川崎駅丸子線（南武沿線道路）が東西に通過している。また、新丸子町地内に国道・県道は通過していないが、以下の路線が周辺地域を通過している。
- 国道409号（府中街道）
- 神奈川県道2号東京丸子横浜線（綱島街道）
- 神奈川県道45号丸子中山茅ヶ崎線（中原街道）

### 路線バス
新丸子駅西口に停留所が設置されている。

## 施設
- 川崎新丸子郵便局
- アスク新丸子保育園

## その他

### 日本郵便
- 郵便番号 : 211-0005[4]（集配局 : 中原郵便局[19]）

### 警察
町内の警察の管轄区域は以下の通りである。
| 番・番地等 | 警察署     | 交番・駐在所     |
| ---------- | ---------- | ---------------- |
| 全域       | 中原警察署 | 武蔵小杉駅前交番 |